# 알카부
알카부(Al-Qabu, 아랍어: القبو, 카부라고도 표기)는 시리아 중부에 있는 마을로, 행정적으로 홈스주의 일부이며 홈스에서 북서쪽으로 30 킬로미터 (19 mi) 떨어져 있다. 인근 지역으로는 북쪽에 알시니야, 북동쪽에 탈두와 카프라하, 동쪽에 샤르클리야, 남쪽에 알마푸라, 남서쪽에 라바, 서쪽에 파헬이 있다. 시리아 중앙통계청(CBS)에 따르면, 알카부는 2004년 인구조사에서 4,870명의 인구를 기록했다. 주민들은 주로 알라위파이다.
알카부는 하위 지역의 행정 및 상업 중심지로서 주변 마을에 필수 서비스를 제공한다. 이곳에는 경찰서, 보건소, 전화국, 문화센터, 농업 및 상업 자문 기관, 초등학교, 중학교, 직업 학교가 있다. 2009년 기준으로 정부 또는 공공 부문 일자리가 주요 고용원이었으며, 소수는 농업에 종사했다. 주요 작물은 올리브와 무화과나무였고, 그 과수원이 마을을 둘러싸고 있다. 알카부는 폐기물 처리 시설이 부족했고, 마을 밖에서 정부 일자리에 종사하는 많은 주민에도 불구하고 대중교통 및 개인 교통수단이 부족했다.

## 참고 문헌
- Robinson, E.; Smith, E. (1841). 《Biblical Researches in Palestine, Mount Sinai and Arabia Petraea: A Journal of Travels in the year 1838》 3. Boston: Crocker & Brewster.